# Euglandina
Genre
Euglandina est un genre de mollusques gastéropodes terrestres de la famille des Spiraxidae.

## Liste des espèces
Selon GBIF (24 avril 2023) :
- Euglandina aequatoria (S.I.da Costa, 1900)
- Euglandina altispira Weyrauch, 1960
- Euglandina anomala (Angas, 1879)
- Euglandina apolinari Pilsbry, 1935
- Euglandina assimilis (Reeve, 1849)
- Euglandina aurata (Morelet, 1849)
- Euglandina bailyi M.Smith, 1950
- Euglandina balesi Pilsbry, 1938
- Euglandina binneyana (L.Pfeiffer, 1845)
- Euglandina callista (Pilsbry & G.H.Clapp, 1902)
- Euglandina candida (Shuttleworth, 1852)
- Euglandina carminensis (Morelet, 1849)
- Euglandina chanchamayoensis (Preston, 1909)
- Euglandina cognata (Strebel, 1875)
- Euglandina corneola (W.G.Binney, 1857)
- Euglandina cumingi (H.Beck, 1837)
- Euglandina cuneus (E.von Martens, 1891)
- Euglandina cylindracea (Phillips, 1846)
- Euglandina cylindrus (E.von Martens, 1860)
- Euglandina cylindrus (E.von Martens, 1860)
- Euglandina daudebarti (Deshayes, 1850)
- Euglandina decussata (Deshayes, 1840)
- Euglandina ecuadoriana (K.Miller, 1878)
- Euglandina excavata (E.von Martens, 1891)
- Euglandina floccata (S.I.da Costa, 1900)
- Euglandina fosteri Dourson, Caldwell & Dourson, 2018
- Euglandina ghiesbreghti (L.Pfeiffer, 1856)
- Euglandina gigantea Pilsbry, 1926
- Euglandina haasi F.G.Thompson, 1982
- Euglandina hererrae (Contreras, 1923)
- Euglandina huingensis (Pilsbry, 1903)
- Euglandina immemorata Pilsbry, 1907
- Euglandina indusiata (L.Pfeiffer, 1860)
- Euglandina insignis (L.Pfeiffer, 1855)
- Euglandina irakita Jardim, Abbate & Simone, 2013
- Euglandina jacksoni Pilsbry & Vanatta, 1936
- Euglandina lamyi (Fischer & Chatelet, 1903)
- Euglandina liebmanni (L.Pfeiffer, 1846)
- Euglandina livida Dall, 1908
- Euglandina longula (P.Fischer & Crosse, 1870)
- Euglandina lowei Pilsbry, 1931
- Euglandina mazatlanica (E.von Martens, 1891)
- Euglandina michoacanensis (Pilsbry, 1899)
- Euglandina pan F.G.Thompson, 1987
- Euglandina pilsbryi Bartsch, 1909
- Euglandina pinicola (P.Fischer & Crosse, 1870)
- Euglandina plicatula (L.Pfeiffer, 1851)
- Euglandina pseudoturris (Strebel, 1875)
- Euglandina radula (Strebel, 1875)
- Euglandina rosea (Férussac, 1821)
- Euglandina saccata (L.Pfeiffer, 1861)
- Euglandina singleyana (W.G.Binney, 1892)
- Euglandina sowerbyana (L.Pfeiffer, 1846)
- Euglandina striata (O.F.Müller, 1774)
- Euglandina striatula Vernhout, 1914
- Euglandina surinamensis Vernhout, 1914
- Euglandina swifti Pilsbry, 1907
- Euglandina tenella (Strebel, 1875)
- Euglandina texasiana (L.Pfeiffer, 1856)
- Euglandina titan F.G.Thompson, 1987
- Euglandina truncata (Gmelin, 1790)
- Euglandina turris (L.Pfeiffer, 1846)
- Euglandina vanuxemensis (I.Lea, 1834)
- Euglandina venezuelensis (Preston, 1909)
- Euglandina wani (Jacobson, 1968)

## Systématique
Le nom valide complet (avec auteur) de ce taxon est Euglandina Crosse & P.Fischer, 1870.
Euglandina a pour synonymes :
- Molglandina Berthier, 1911
- Pfaffia Behn, 1845